# Амалия фон Саксония-Майнинген
Августа Амалия Каролина Луиза фон Саксония-Майнинген (на немски: Auguste Amalie Karoline Louise von Sachsen-Meiningen; 4 март 1762, Франкфурт на Майн; † 28 май 1798, Каролат, Силезия, Полша) е принцеса от Саксония-Майнинген и чрез женитба княгиня на Каролат (Зиедлиско) – Бойтен (Битом-Оджански) на Одер в Любушко войводство, Полша.

## Произход
Тя е най-малката дъщеря на херцог Антон Улрих фон Саксония-Майнинген (1687 – 1763) и втората му съпруга Шарлота Амалия (1730 – 1801), дъщеря на ландграф Карл I фон Хесен-Филипстал и Каролина Кристина фон Саксония-Айзенах (1699 – 1743).

## Фамилия
Амалия се омъжва на 1783 г. във Франкфурт на Майн за княз Хайнрих Карл Ердман фон Каролат-Бойтен (* 3 ноември 1759, Каролат; † 1 февруари 1817, Каролат), граф фон Шонайх, фрайхер цу Бойтен, син на 2. княз Йохан Карл Фридрих фон Каролат-Бойтен (1716 – 1791) и принцеса Йохана Вилхелмина фон Анхалт-Кьотен (1728 – 1786), дъщеря на княз Август Лудвиг фон Анхалт-Кьотен (1697 – 1755) и втората му съпруга графиня Христина Йохана Емилия фон Промниц-Плес (1708 – 1732). Те имат децата:
- Хайнрих Карл Вилхелм цу Каролат-Бойтен (* 29 ноември 1783; † 14 юли 1864), от 1817 г. 4. княз на Каролат-Бойтен, пруски генерал на кавалерията, женен I. на 1 юли 1817 г. за графиня Аделхайд цу Папенхайм (* 3 март 1797; † 29 април 1849), II. на 12 ноември 1851 г. за фрайин Алма фон Фиркс (* 15 декември 1822; † 2 януари 1887), има две дъщери
- Карл Вилхелм Филип Фердинанд фон Шьонайх-Каролат (* 17 януари 1785, Каролат; † 23 януари 1820, Берлин), принц на Шьонайх-Каролат, женен на 20 септември 1810 г. за Хермина фрайин фон Пюклер, фрайин фон Гродитц (* 27 декември 1792; † 29 май 1834), има един син принц Лудвиг (1811 – 1862)
- Фридерика фон Шьонайх-Каролат (* 4 октомври 1787; † 29 май 1791)
- Фридрих Вилхелм Карл фон Шьонайх-Каролат (* 29 октомври 1790, Каролат; † 21 ноември 1859, Саабор), принц на Шьонайх-Каролат, женен на 25 август 1817 г. в Щонсдорф за принцеса Каролина Ройс (* 8 ноември 1796; † 20 декември 1828) има три сина и една дъщеря Алма фон Фиркс, омъжена за чичо ѝ Хайнрих цу Каролат-Беутен
- Едуард Георг Евгений Фердинанд фон Шьонайх-Каролат (* 27 януари 1795; † 7 януари 1842), принц на Шьонайх-Каролат, неженен
- Ордалия Йохана Клотилда фон Шьонайх-Каролат (* 2 април 1796; † 15 април 1837), омъжена на 4 октомври 1820 г. за фрайхер Вилхелм фон Фиркс († 1862), има една дъщеря
- Амалия фон Шьонайх-Каролат (* 17 май 1798; † 18 декември 1864), омъжена на 21 януари 1837 г. за граф Георг фон Бланкензее († 1867), няма деца

Нейният вдовец княз Хайнрих Карл Ердман фон Каролат-Бойтен се жени втори път на 18 ноември 1798 г. в Каролат за Каролина фон Оертел (* 23 януари 1769, Ваймар; † 19 януари 1845, Нойзалц) и има с нея две дъщери:
- Доротея фон Шьонайх-Каролат (* 16 ноември 1799; † 5 октомври 1848), омъжена на 2 май 1819 г. в Каролат за принц Хайнрих LX Ройс цу Кьостритц (* 1784, Берлин; † 1833, Дрезден)
- Хенриета фон Шьонайх-Каролат (* 11 април 1801; † 3 май 1874), омъжена на 10 септември 1819 г. за граф Хайнрих Паул фон Хаугвитц († 1856)